# ビバ・マカオ
ビバ・マカオ（英語: Viva Macau、中国語: 非凡航空）は、かつて存在したマカオのマカオ国際空港を本拠地とした格安航空会社。2010年にマカオ政府によって営業免許が取り消されるなどして営業を停止した。

## 概要
2005年に「Wow Asia」として設立され、2006年12月よりリースしたボーイング767型機により、マカオのマカオ国際空港を本拠地として運航が開始された。
日本やインドネシア、オーストラリアなどへの便を運航しており、日本には成田国際空港と新千歳空港に定期チャーター便を就航させていた。

## 沿革
- 2005年 - 「WOW Asia」として設立。
- 2006年 - 社名変更
  - 12月、モルジブとジャカルタへ運航開始
- 2007年12月 - 成田空港へプログラムチャーター便運航開始
- 2010年3月28日 - 経営困難に陥り、燃料費が支払えないための遅延が頻発していたことなどを受けて、マカオ政府当局が営業免許を取り消すと発表した。運転資金の不足から、これ以上経営支援は困難と判断したため。[1]

## 就航路線

### 定期便
- マカオ - ジャカルタ
- マカオ - シドニー
- マカオ - メルボルン
- マカオ - ホーチミンシティ

2008年7月よりシドニー線、ジャカルタ線が増便。

### チャーター便、不定期便
- マカオ 〜 東京/成田 - 定期チャーター便（2009年9月16日より週4便に増便）
  - 2009年2月より、個人への販売も開始[3]
- マカオ 〜 札幌/新千歳 - 定期チャーター便 （2009年12月16日-2010年3月末）[4]

## サービス
格安航空会社のため、機内食、飲み物、毛布（買い取り制）などは全て有料となっている。ビジネスクラスはアルコール以外無料。また、座席の頭部カバーを省略するなど、低コストに徹したサービスを行っていた。
客室乗務員の国籍は日本人や元宗主国であったポルトガル人を含む12の国と地域で構成されている。ユニフォームはチャイナドレスをモチーフにしたもの。

## 保有機材

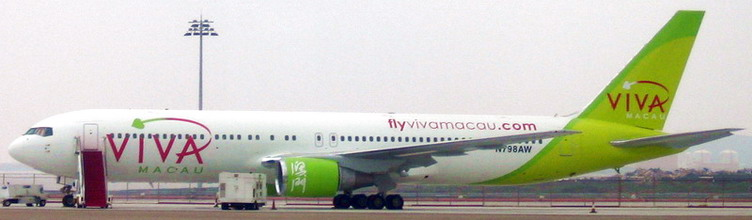
B767-300

リースしたボーイング767型機を運航していた。
- ボーイング767-200ER - 1機
- ボーイング767-300 - 1機
- ボーイング767-300ER- 1機

## テレビ番組
- 日経スペシャル ガイアの夜明け 大空の格安競争 ～国際線で巻き起こる低価格旋風～（2008年1月29日、テレビ東京）[5] - 成田初就航を取材。